# Піонерка (печера)
Піоне́рка — печера, геологічна пам'ятка природи загальнодержавного значення в Україні. Розташована в межах Юрковецької сільської громади Чернівецького району Чернівецької області, на захід від села Погорілівка.
Площа пам'ятки природи 1 га. Статус надано згідно з Постановою Ради Міністрів від 30.03.1981 року № 145. Перебуває у віданні Погорілівської сільської ради.
Довжина печери 550 м, перепад висот 15 м, висота входу 2,1 м. Печера триповерхова. Максимальна ширина ходів 3—4 м, висота 1—6 м. Основна цінність — наявність різновікових фрагментів 7 стадій розвитку карстового процесу. Температурний режим різний на різних поверхах та залежить від пір року. У зимовий час у привхідній частині формується потужна льодяна колона, яка іноді тримається до травня. У печері відмічено зимівлю невеликої групи кажанів.

## Галерея

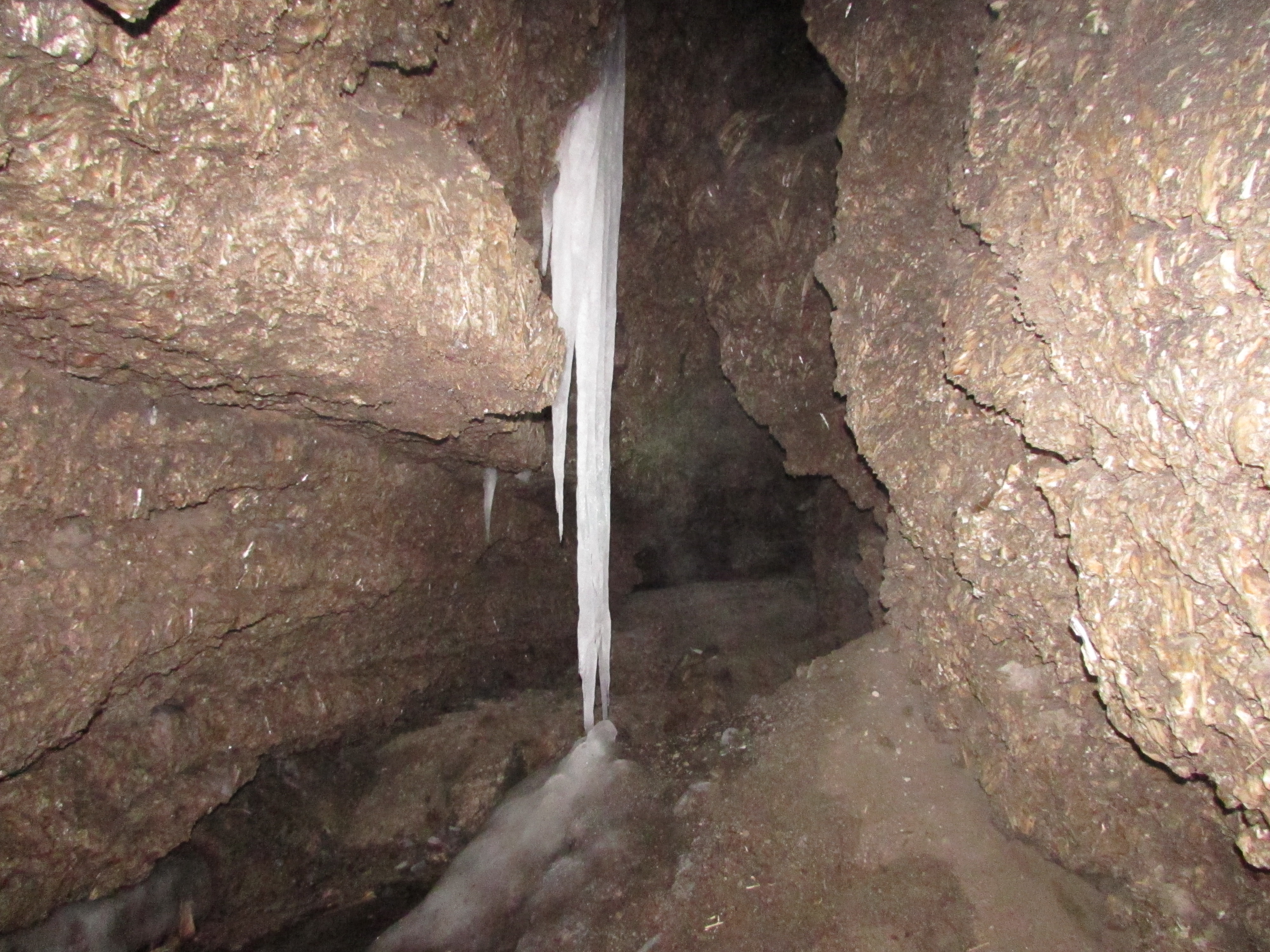
Льодові сталактити у печері Піонерка
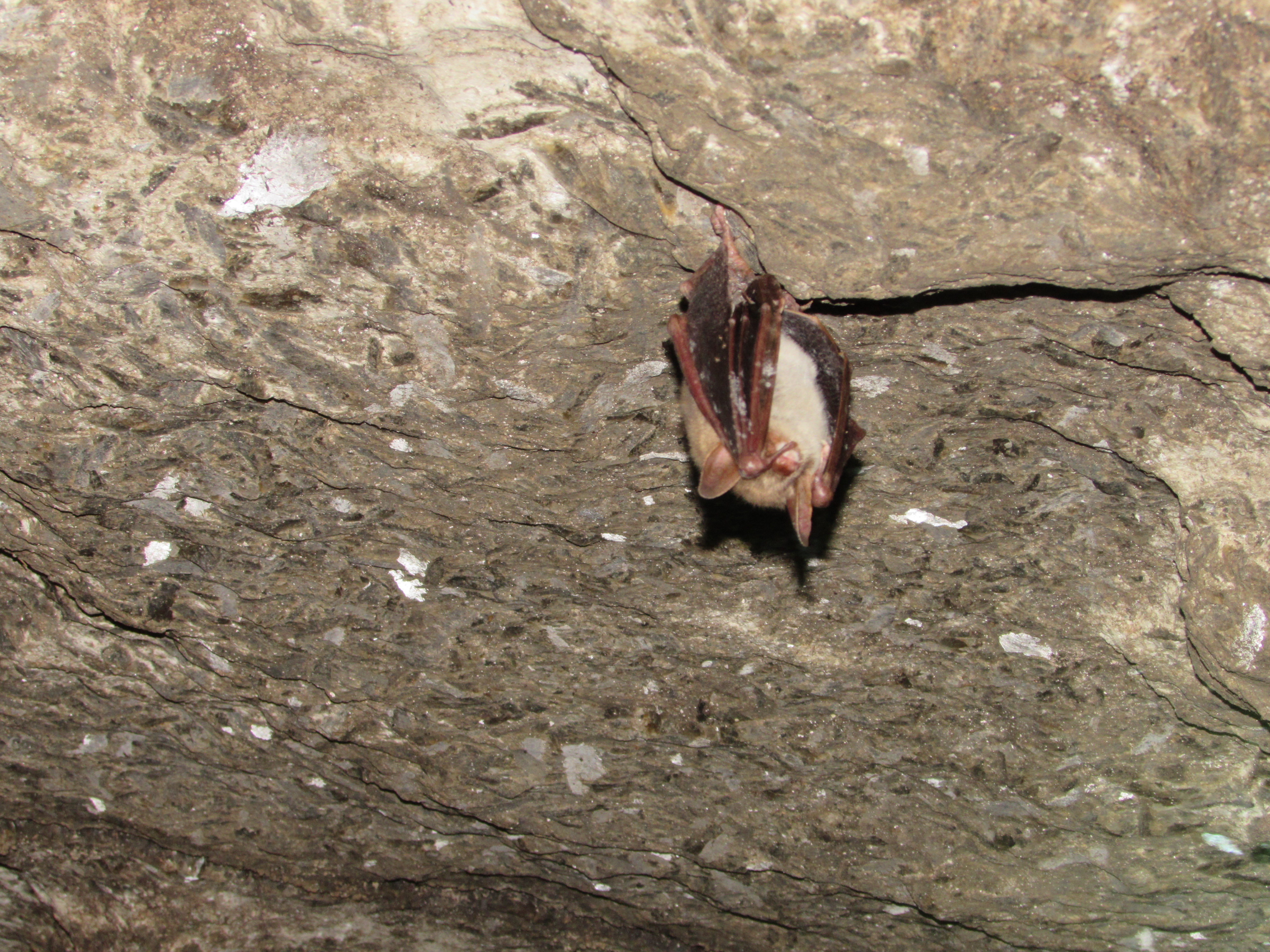
Нічниця велика у печері Піонерка
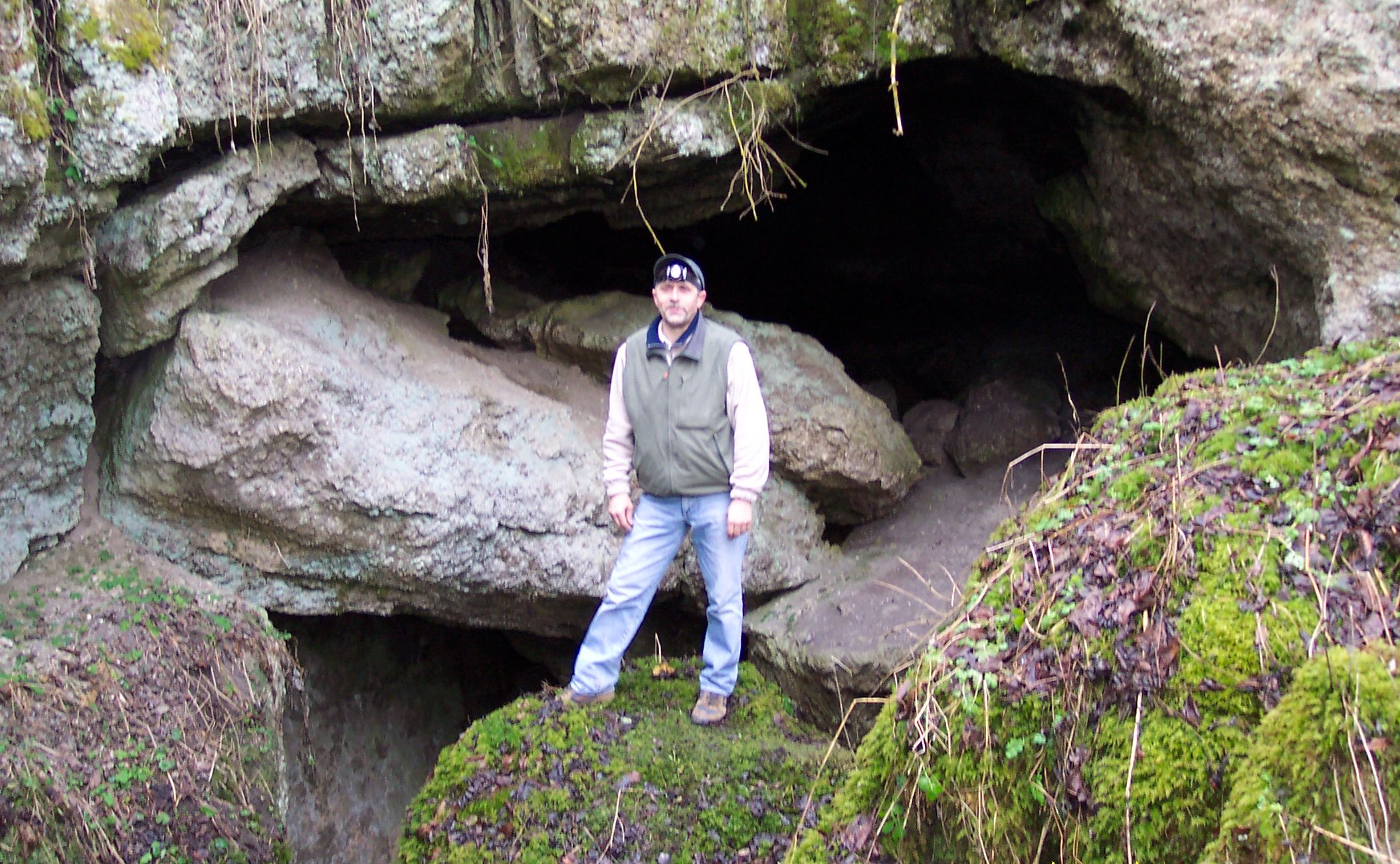
Печера Піонерка при вході